# Malvern (Arkansas)
Malvern è una località degli Stati Uniti d'America, capoluogo della contea di Hot Spring, nello Stato dell'Arkansas.